# Вудвилл (Дербишир)
Вудвилл (англ. Woodville) — британская деревня в Южном Дербишире.
Ранее была известна как Вуден Бокс (Wooden Box, в честь деревянного стенда на платной дороге между Эшби-де-ла-Зоч и Бёртон-апон-Трент. Название Вудвилл впервые появилось в листовке в честь закладки первого каменя в фундамент англиканской приходской церкви святого Стефана, заложенного 7 ноября 1845 года. Это норманнское здание, восстановление которого было завершено в 1846 году.
Окрестности Вудвилла богаты индустриальным наследием самых различных отраслей, таких как гончарный промысел (изделия гончарной гильдии Эшби ныне экспонируются в музеях), трубный завод, пивоваренные заводы, верёвочные фабрики и железные дороги; впрочем, промышленное присутствие всех этих отраслей в последнее время быстро уменьшается.
С географической точки зрения границы деревни определены нечётко.
В деревне есть группа скаутов, начальная школа и средняя школа при англиканской церкви Святого Стефана, а в 2008 году деревня заслужила статус FA Charter Standard.